# Kommissarin Lucas – Der nette Herr Wong
Der nette Herr Wong ist ein Film des ZDF, der Teil der Serie Kommissarin Lucas ist. Tim Trageser führte Regie bei dem 2014 ausgestrahlten Fernsehfilm. Für Ellen Lucas (Ulrike Kriener) geht es in ihrem einundzwanzigsten Fall um Industriespionage, Drohnentechnologie und eine Menschenrechtsorganisation – die Spuren reichen bis nach China. Die Gaststars dieser Folge sind neben Christina Große und Christoph Bach, Jakob Diehl und Benito Sambo.      

## Handlung
In der Entwicklungsfirma AI DRONES wird die Leiche des Inhabers Jian Chien gefunden, nachdem man zuerst nur von einem Einbruch in die Firma ausgegangen war. Der deutsche Geschäftsführer Jörg Albrecht befürchtet, dass sensible Daten entwendet worden sind. AI Drones hat sich auf die Entwicklung und Produktion von autonomen Drohnenschwärmen spezialisiert. Thien Wong, der Onkel des Toten, ein ranghoher Diplomat, den man mit der naheliegenden Vermutung konfrontiert, dass es sich um chinesische Industriespionage handeln könnte, weist das weit von sich. 
Kriminalhauptkommissarin Ellen Lucas, die mit dem Fall betraut ist, bleibt jedoch hartnäckig und stellt weitere Ermittlungen in diese Richtung an. Ein Verdacht fällt auf Claudia Bittner, die führende Softwareentwicklerin bei AI Drones, da die gestohlenen Daten sich auf ihrem Rechner befunden haben. Bittner hat jedoch ein Alibi, gegen das nicht anzukommen ist, da ihr Lebenspartner Leon Kern bestätigt, dass sie zum fraglichen Zeitpunkt mit ihm zusammen gewesen sei. Auch auf Kern selbst richtet sich die Aufmerksamkeit, da Jian Chien sein gesamtes Vermögen der Menschenrechtsorganisation Dissident’s Home vermacht hat, die, wie der Name schon andeutet, chinesischen Dissidenten hilft. Kern steht in Verbindung mit dieser Organisation. Hinzu kommt, dass Kerns Tochter aus der Ehe mit einer Chinesin in China festgehalten und politisch verfolgt wird. Die Frage steht im Raum, was hinter der Verbindung von Bittner und Kern steckt, und welcher Art die Verbindungen von AI Drones zur Menschenrechtsorganisation sind. 
Claudia Bittner sucht ein Gespräch mit Lucas, da das Geschehene, und ganz besonders der Tod von Jian Chien, schwer auf ihr lastet. Als sie der Kommissarin eine Phantasiegeschichte über den Einbruch erzählt, sagt diese ihr auf den Kopf zu, wie es wirklich gewesen sei, nämlich dass ihr Freund Leon Kern von den Chinesen erpresst werde und man Kerns Tochter als Druckmittel benutze. Bittner erklärt daraufhin, dass der chinesische Geheimdienst für die Lieferung der sensiblen Daten im Gegenzug Kerns Tochter freilassen wolle. Als sie erzählt, dass ihr Kontaktmann Thien Wong heiße, ist Lucas mehr als überrascht. Als sie Wong später darauf anspricht, findet er eine fadenscheinige Erklärung.
Der Plan ist, Wong zu verhaften, wenn das von ihm geforderte Material an ihn übergeben wird. Das würde dann aufgrund seines Diplomatenstatus zu einem politischen Zwischenfall führen und man könnte Wong dann gegen Kerns Tochter austauschen. Dann jedoch kommt heraus, dass Kern überhaupt keine Tochter hat und der Mann, der sich Thien Wong nennt, Gan Xu ist, der Mann mit dem Chien am Abend seines Todes verabredet war. Von Peter Bahr vom Bundesnachrichtendienst erfahren Lucas und ihr Vorgesetzter Boris Noethen, dass Gan Xu glaubt, dass seine Frau noch in China festgehalten werde, obwohl sie bereits seit einer Woche tot ist, was der chinesische Geheimdienst ihm aber wohlweislich verschweigt, da er so erpressbar bleibt. Noethen meint zu Lucas, wenn Gan Xu nicht Kern erpresst, dann ist es umgekehrt. 
Tom Brauer erfährt inzwischen von einer inhaftierten Frau, dass Kern mit ihr das gleiche abgezogen hat (da war es die inhaftierte Schwester) wie nun mit Bittner. Als er sie dann nicht mehr gebraucht habe, habe er sie mit Champagner vergiften wollen. Zu etwas dieser Zeit trinkt Claudia Bittner den ihr von Kern eingeschenkten Champagner. 
In der Firma AI Drones befinden sich zu diesem Zeitpunkt Kern, Albrecht und Gan Xu, der in Wirklichkeit Dissident und Computerspezialist ist. Albrecht hatte mit Kern gemeinsame Sache gemacht, da er hoffte, davon erheblich zu profitieren. Er war es auch, der seinen Partner Jian Chien bei dieser, wie er meinte, günstigen Gelegenheit gleich aus dem Weg geräumt und erschlagen hatte. Im Gegensatz zu ihm stand Jian Chien hinter der Menschenrechtsorganisation und unterstützte sie, wie ja auch sein Testament ausweist. Nachdem Kern das hat, was er will, erschießt er Albrecht kaltblütig. Dem flüchtenden Gan Xu läuft er mit der Waffe hinterher. In diesem Moment erscheint Lucas auf der Bildfläche, wobei es erst so aussieht, als könne sie Kern dingfest machen. Die abhebenden Drohnen machen ihr aber einen Strich durch die Rechnung und sie spürt nun ihre eigene Waffe in ihrem Nacken. Obwohl Gan Xu sich um seine Frau sorgt, greift er ein und erschießt Kern mit dessen Waffe. Lucas erzählt ihm nun vom Tod seiner Frau. Als er sich einige Zeit später von der Kommissarin verabschiedet, da er eine neue Identität bekommen wird, dankt er ihr, worauf Lucas meint, sie habe zu danken für seinen Mut, der ihr das Leben gerettet habe. Auch Claudia Bittners Leben konnte durch das beherzte Eingreifen der Kommissare Eggert und Brauer gerettet werden.

## Produktion

### Produktion, Veröffentlichung
Der nette Herr Wong wurde in München gedreht und am 20. September 2014 zur Hauptsendezeit im ZDF ausgestrahlt. Als Erstausstrahlung lief der Film vorab am 17. September 2014 im Programm von ZDFneo.

### Privates der Kommissare
Ellen Lucas hat ihre Kollegen auf einen Umtrunk eingeladen, um ihnen für ihre Mitarbeit zu danken, zufällig betreten auch Rike und Vermieter Max das Lokal und man verbringt die Zeit miteinander. Ellen ist pikiert, dass Rike Privates aus ihrer Vergangenheit erzählt. Rike erklärt ihr später, dass sie sich immer so unsicher fühle und langweilig und dann überziehe.  

### Hintergrund
Die Produzentin Molly von Fürstenberg führte aus, dass man für die Reihe Kommissarin Lucas einen „hohen Erzählanspruch“ habe, und immer wieder Themen mit gesellschaftspolitischem Hintergrund aufgreife, die uns auch im Alltag begegnen könnten und mit denen wir uns auseinandersetzen müssten. Auf dieser Grundlage würden auch die Autoren für das zu schreibende Drehbuch ausgesucht. So habe Holger Karsten Schmidt das Thema Drohnen aufgegriffen, mit dem er sich zuvor ausgiebig beschäftigt habe.
In einem Interview Christine Strohms mit Hauptdarstellerin Ulrike Kriener gab diese preis, dass es sehr ungewöhnlich gewesen sei mit Drohnen zu arbeiten, die bei den Dreharbeiten gar nicht vorhanden gewesen seien, sondern erst später per Computer in die Filmaufnahmen hineinmontiert worden seien. Sie habe sich also vor etwas erschrecken müssen, das gar nicht dagewesen sei. Auf ihre vierte Zusammenarbeit in dieser Reihe mit Tim Trageser angesprochen, entgegnete Lucas, dass sie ihn sehr „schätze“ und finde, dass er ein ganz „wunderbarer, einfühlsamer und heiterer Regisseur“ sei, der gleichzeitig sehr genau wisse, was er wolle. Befragt, ob es ihr immer noch Spaß mache, in die Rolle der Ellen Lucas zu schlüpfen, antwortete Kriener mit einem klaren „ja“.

## Rezeption

### Einschaltquote
Der Film wurde bei seiner Erstausstrahlung von 4,35 Mio. Menschen gesehen, was einem Marktanteil von 16,1 Prozent entsprach.

### Kritik
TV Spielfilm meinte, „etwas dick aufgetragen, aber atmosphärisch dicht“. Fazit: „Gutes Täterrätsel mit überraschenden Drehs.“
Tilmann P. Gangloffs Kritik für tittelbach.tv las sich in der Zusammenfassung folgendermaßen: „Gerade im Vergleich zu den vielversprechenden neuen Samstags-Krimireihen im ZDF war ‚Kommissarin Lucas‘ zuletzt des öfteren nur noch guter Schnitt. Für ‚Der nette Herr Wong‘ konnte immerhin Holger Karsten Schmidt gewonnen werden. Tatsächlich erzählt der renommierte Autor eine ungewöhnliche Geschichte. Ist ihm auch nicht gelungen, den Nebenfiguren größere Tiefe zu verleihen, so ist doch der gut besetzte Krimi von Tim Trageser dank der vielen unerwarteten Wendungen und der handwerklichen Sorgfalt sehenswert.“ […] „Seinen Reiz verdankt der Film jedoch vor allem“, so Gangloff, „den unerwarteten Haken, die die Geschichte“ schlage.
Der Filmdienst befand lapidar: „Solider (Fernseh-)Krimi im Serienformat.“
Die Frankfurter Neue Presse lobte: „Der nette Herr Wong: Spannend bis zur letzten Minute“ und ergänzte, „gefällt fast ohne Einschränkungen.“ Weiter hieß es: „Geschickt verschachtelt, dicht konzipiert und temporeich inszeniert kann dieser Film aus der Krimireihe ‚Kommissarin Lucas‘ auf ganzer Linie überzeugen. […] Die unterkühlte Inszenierung von Tim Trageser passt zu einer gewissen Unnahbarkeit von Kommissarin Lucas. Ulrike Kriener verkörpert sie mit sparsamer und kontrollierter Mimik, was ihr in ihrer Rolle als Polizistin hohe Glaubwürdigkeit verleiht. Sehr gut zu einem Krimi passt auch die Musik von Andreas Weidinger. Auch wenn der Film in seinem Showdown etliche harte Szenen enthält, ragt der Krimi doch weit über die gängige TV-Ware hinaus. Als einziges Manko könnte man die relativ profillosen Nebenfiguren aufführen.“